# Dobrzyń nad Wisłą
Dobrzyń nad Wisłą (deutsch Dobrin, 1939–1945 Dobrin an der Weichsel) ist eine Stadt im Süden des Landkreises Powiat Lipnowski der polnischen Woiwodschaft Kujawien-Pommern. Sie ist Sitz der gleichnamigen Stadt-und-Land-Gemeinde mit etwa 7800 Einwohnern.

## Geographische Lage
Die Stadt liegt in Kujawien am Nordufer des Jezioro Włocławskie, der von der Weichsel durchflossen wird, etwa zwanzig Kilometer östlich von Włocławek (Leslau) und 60 Kilometer südöstlich von Toruń (Thorn).

## Geschichte

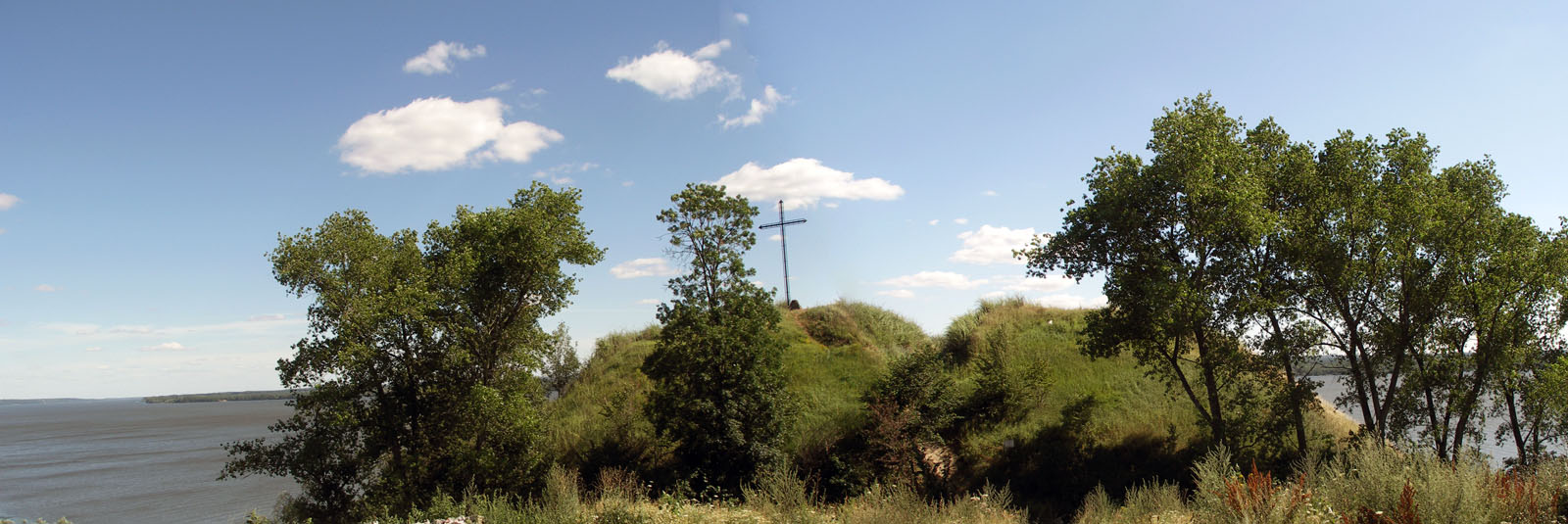
Schlosshügel am Jezioro Włocławskie mit eisernem Gedenkkreuz an die Schlacht von 1409 bei der das Schloss zerstört wurde

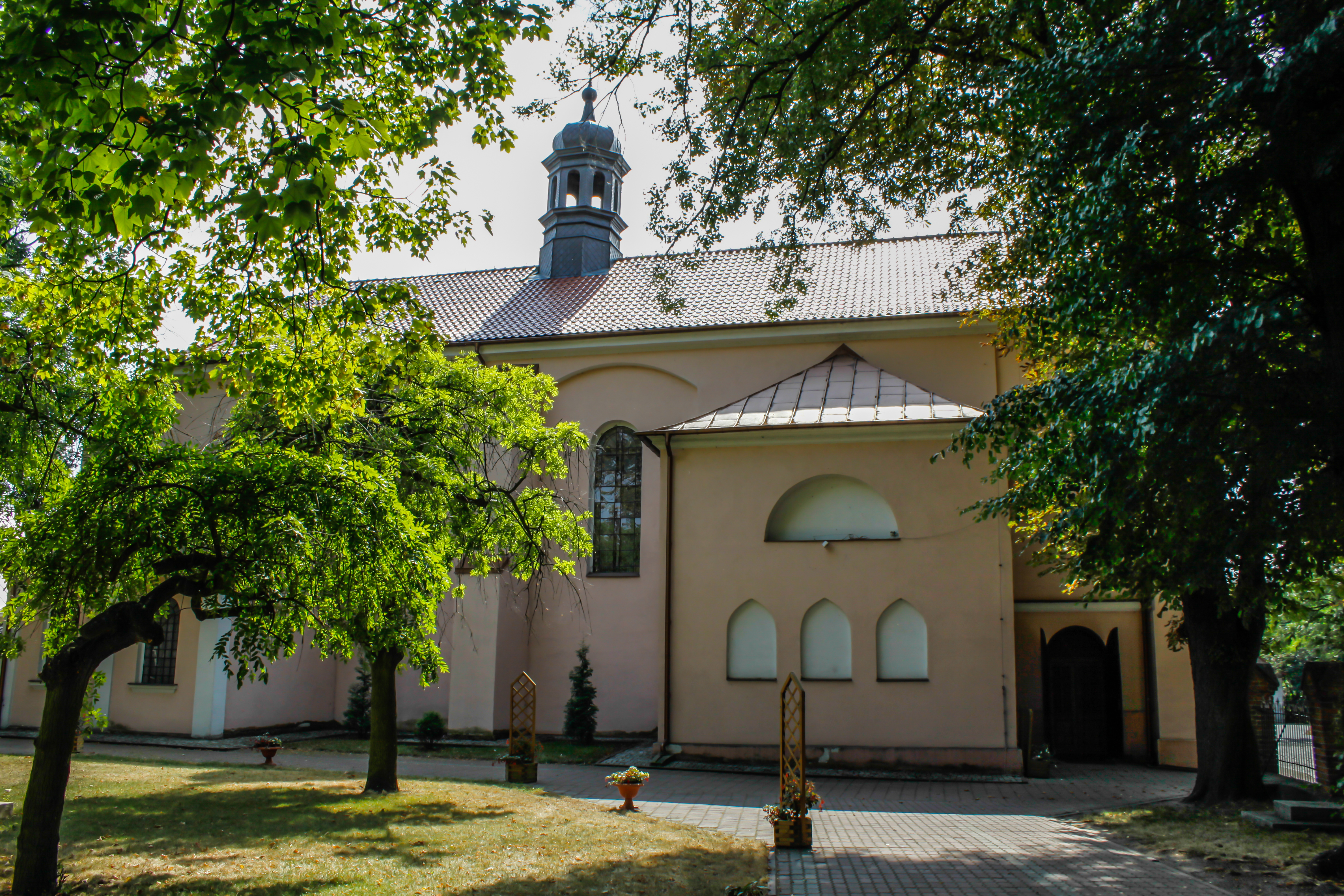
Kirche der katholischen Gemeinde

Die erste urkundliche Erwähnung der Ortschaft (als Dobrin) entstammt dem Jahre 1065. Die Stadtrechte wurden Anfang des 13. Jahrhunderts verliehen. Im 13. Jahrhundert und Anfang des 14. Jahrhunderts war Dobrin Hauptstadt eines Fürstentums.
Im Jahre 1228 übertrug Herzog Konrad von Masowien Schloss Dobrin erblich dem Deutschen Orden mit allen dazu gehörigen Ländereien zwischen der Camniz und Colmeniz. Im selben Jahr wurde die Burg vom Ritterorden Fratres Milites Christi bezogen, der dabei helfen sollte, die Dobriner Gegend vor Überfällen heidnischer Nachbarvölker zu schützen. Dieser Orden von Dobrin ging 1234 im Deutschen Orden auf. Vor 1237 wurde das Schloss vom russischen Fürsten Daniel von Galizien zerstört und kam danach vorübergehend in polnischen Besitz. Im Jahr 1328 mussten die Polen Schloss Dobrin dem Deutschen Orden zurückgeben. Im Juli 1343 erhielt der polnische König Kasimir der Große vom Orden im Frieden von Kalisch das Dobriner Land sowie Kujawien und versprach dafür im Gegenzug, in Zukunft keine Ansprüche mehr auf Pommerellen, das Kulmerland und das Michelauer Land zu erheben. Im Jahr 1409 wurde Schloss Dobrin vom Deutschen Orden zerstört. Für die Expedition gegen Dobrin im Jahr 1409 hatte der Orden ein Heer aus seinen Städten und Festungen zusammengezogen. Allein die Stadt Elbing hatte dafür ein Aufgebot von 216 Bewaffneten bereitstellen müssen, eine ungewöhnlich hohe Anzahl. An die Schlacht um das Schloss erinnert heute ein Kreuz aus Eisen. Im Jahr 1431 durchstreiften die Ordensritter das Dobriner Land und Kujawien und richteten große Schäden an.
Seit 1765 siedelten sich in der Stadt Juden an. Zeitweise bildeten sie ein Drittel der Stadtbevölkerung. Bei der Zweiten Teilung Polens trat dieses 1793 Dobrin an Preußen ab, das es der Provinz Südpreußen einverleibte. Napoléon Bonaparte entzog es diesem 1807 wieder und schlug es seinem Vasallenstaat Herzogtum Warschau zu. Nach den Napoleonischen Kriegen gehörte Dobrzyń ab 1815 zu Russisch Polen. Jüdische Dobriner wanderten bis 1900 größtenteils in die USA aus. Im Zuge der Wiedererrichtung eines unabhängigen Polens 1918/1919 kam Dobrzyń an die Woiwodschaft Warschau. Bei der Gebietsreform am 1. April 1938 wechselte es mit dem Powiat Lipnowski von der Woiwodschaft Warschau an die Woiwodschaft Pommerellen. In den Jahren 1939 bis 1945 gehörte der Ort faktisch zum Deutschen Reich und war dem Landkreis Leipe (Westpr.), Reichsgau Westpreußen – später Danzig-Westpreußen (Regierungsbezirk Marienwerder (Danzig-Westpr.)), angegliedert, was völkerrechtlich bedeutungslos war, denn demnach zählte Dobrzyń zu Polen, das weder kapituliert noch die deutsche Besatzung, geschweige denn Annexion, vertraglich je anerkannt hatte.

## Wirtschaft
In der Stadt gibt es eine Schuhfabrik und einen Schlachthof.

## Gliederung
Zur Stadt-und-Land-Gemeinde (gmina miejsko-wiejska) Dobrzyń nad Wisłą gehören die Stadt und 24 Dörfer mit Schulzenämtern.

## Söhne und Töchter der Stadt
- Casimiro Kowalkowski de Kowalki (unbekannt–1697), Magistrat von Dobrzyn, Paladin, Kastellan, Senator und königlicher Beamter von Johann III. Sobieski.
- Marian Albertowitsch Kowalski (1821–1884), polnisch-russischer Astronom
- Samuel Vigoda (1895–1990), jüdischer Kantor